# 드미트리 흐보로스톱스키

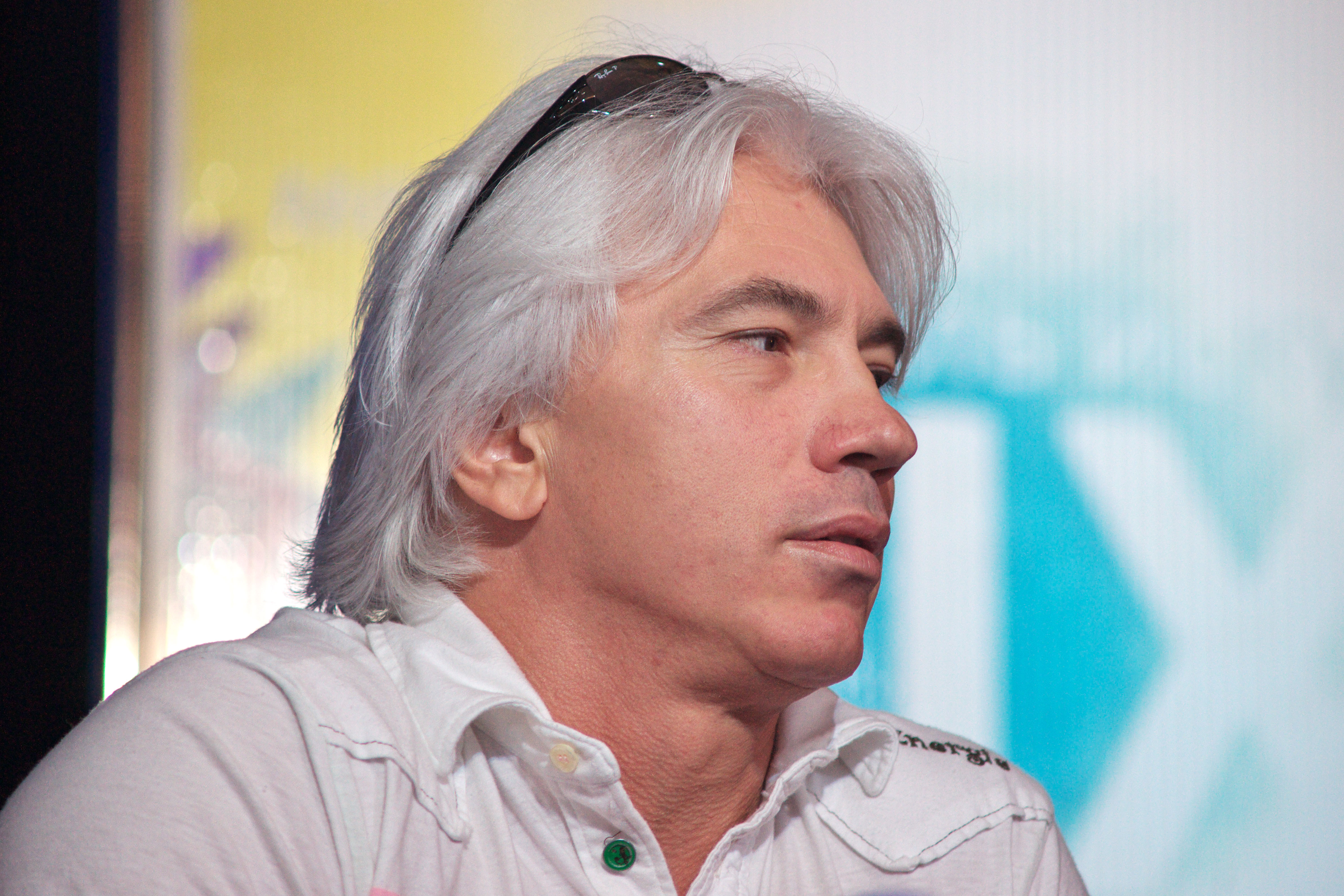
드미트리 흐보로스톱스키

드미트리 흐보로스톱스키(러시아어: Дмитрий Хворостовский, 1962년 10월 16일 ~ 2017년 11월 22일)는 러시아 태생의 세계적인 바리톤 오페라 가수이다.

## 일대기
흐보로스톱스키는 소련 시베리아의 크라스노야르스크에서 태어났다. 그는 크라스노야르스크 예술 학교에서 예카테리나 요펠에게서 사사했고, 1983년 크라스노야르스크 오페라 하우스에서 오페라 리골레토의 몬테로네 백작 역으로 데뷔하였다.
그는 1987년 글린카 경연대회와 1988년 툴루즈 성악 경연대회에서 우승하였다. 이후 카디프 BBC 국제 성악 경연대회에서 현지의 인기 가수인 브린 터펠을 물리치고 우승한 것이 흐보로스톱스키가 세계적으로 명성을 얻게 된 계기가 되었다. 곧이어 그의 콘서트가 세계 각지에서 열리게 되었다. (그의 런던 데뷔는 1988년, 뉴욕에서는 1990년에 있었다.)
서유럽에서의 오페라 데뷔는 1989년 니스 오페라(Opera De Nice)에서 공연한 《스페이드의 여왕》이었다. 이탈리아에서는 첫 공연으로 라 페니체 극장에서 《예브게니 오네긴》을 공연하였고, 이 공연의 좋은 평판은 시카고 리릭 오페라에서의 미국 첫 공연인 《라 트라비아타》로 이어졌다.
그는 메트로폴리탄 오페라 하우스, 코벤트 가든의 로얄 오페라 하우스, 베를린 슈타츠오퍼, 빈 슈타츠오퍼, 라 스칼라 극장 등, 세계 유수의 오페라 극장에서 공연하였다.
그는 2017년 11월 22일, 2년 반 동안 뇌종양 투병 끝에 만 55세의 일기로 세상을 떠났다. 매장지는 러시아 모스크바에 위치한 노보데비치 묘지이다.